# Orsk
Orsk (del ruso: Орск) es una ciudad y segunda más grande del óblast de Oremburgo, Rusia, situada en el sur de los Urales, a orillas del curso medio-alto del río Ural. Ya que este río se considera frontera entre Europa y Asia, se puede decir que Orsk se encuentra entre los dos continentes. La ciudad dispone del aeropuerto de Orsk.

## Demografía
| Gráfica de evolución de Orsk entre 1897 y 2020 |
|                                                |